# Yaeyama (huyện)

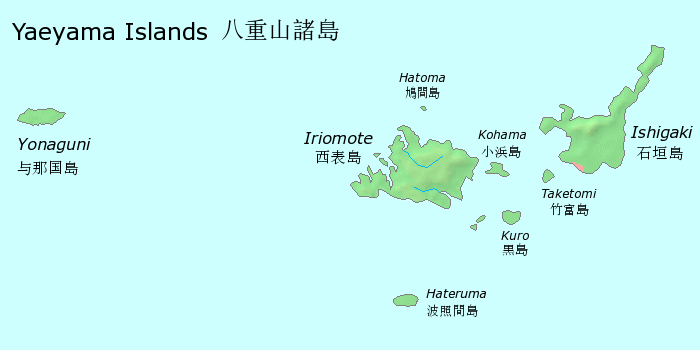
Bản đồ quần đảo Yaeyama

Huyện Yaeyama (八重山郡 (Bát Trùng Sơn quận) Yaeyama-gun) là một huyện thuộc tỉnh Okinawa, Nhật Bản. Huyện này nằm trên toàn bộ quần đảo Yaeyama ngoại trừ Ishigaki và quần đảo Senkaku. Huyện có diện tích 362,89 km2, dân số năm 2003 là 5579 người.

## Thị trấn và làng
- Taketomi
- Yonaguni

## Giao thông
Hai sân bay, sân bay Hateruma trên đảo Hateruma ở Taketomi và sân bay Yonaguni ở Yonaguni phục vụ huyện này.